# Беро II (дофин Оверни)
Беро II Великий Дофин (фр. Béraud II de Clermont «le Grand Dauphin»; 1334/1337 — 17 января 1399) — граф Клермона, 8-й дофин Оверни (с 1356). Сеньор де Меркёр (1356—1371). Сын дофина Беро I и его жены Марии де Ла Ви де Вильмур. Прозвище — Camus (курносый).
В 1348 году был помолвлен с Иоландой, дочерью графа Амадея III Женевского и Матильды Оверньской, 6 июля 1353 заключен брачный контракт, но свадьба по неизвестной причине не состоялась.
Участвовал в битве при Пуатье (1356).
В 1357 году (22 июня) женился на Жанне де Форе ((10 мая 1337-17 февраля 1369), дочери Гига VII, графа де Форе.
По миру в Бретиньи (1360) стал одним из заложников и провёл в Англии 13 лет.
Вторым браком женился 14 июня 1371 года на Жанне, дочери Жана, герцога Оверни, умершей 1 октября 1373 года.
Овдовев, 27 июня 1374 года женился на Маргарите де Сансер, графине Сансера, даме де Сагонн, де Марманд и де Фэ-ла-Винёз (ум. 1419), вдове Жерара Шабо (Жерар VI барон де Ретц).
Дети:
От Жанны де Форе — дочь:
- Анна Овернская (1358—1417), дама де Меркёр, графиня Форе с 1382.

От Маргариты де Сансер:
- Беро III (ок. 1380 — 28 июля 1426), дофин Оверни, граф Сансерра.
- Жан, умер в молодости
- Людовик, умер в молодости
- Роберт Дофин д’Овернь (ум. 1456), епископ Шартра (1432), затем Альби (1436).
- Жанна, муж (1390) — Рандонне де Полиньяк.
- Мария, муж (1402) — Гийом де Вьен, сеньор де Бельер.
- Жакетта
- Маргарита, муж (1404) — Жан IV де Бюэйль.